# Temperaturna ljestvica
Temperaturna ljestvica je ljestvica u različitim mjernim jedinicama temperature, koja se upotrebljava na termometru ili za grafičko prikazivanje termodinamičke i empirijske temperature. Kroz povijest je bilo nekoliko temperaturnih ljestvica i njihovih mjernih jedinica. U nas se upotrebljavaju temperaturne ljestvice u Celzijevim stupnjevima (oznaka °C) ili u kelvinima (oznaka K). U engleskom govornom području još se upotrebljavaju: Fahrenheitov stupanj (oznaka °F ili deg) i Rankineov stupanj (oznaka °R). Više se ne upotrebljava jedinica temperature Réaumurov stupanj (oznaka °Ré).

## Celzijeva temperaturna ljestvica
Celzijeva temperaturna ljestvica (prema A. Celsiusu) nastala je 1742. iskustveno (empirijski) na termometru sa živom, odabiranjem ledišta vode i standardnoga vrelišta vode za temeljne temperature (čvrste termometrijske točke), te podjelom toga temperaturnog razmaka na stotinu dijelova. Tako je ledištu vode (1745.) pridružena vrijednost 0 °C, a standardnomu vrelištu 100 °C, te je jednaka podjela produžena prema višim, a s negativnim predznakom prema nižim temperaturama.

### Kelvinova temperaturna ljestvica
Kelvinova temperaturna ljestvica (W. Thomson ili lord Kelvin) nastala je na temelju termodinamičkih zakona, pridruživanjem temperaturi trojnoga stanja vode vrijednosti Tt = 273,16 K. Ta je temperatura neznatno (0,01 K) viša od temperature ledišta vode, a može se znatno točnije odrediti. Ljestvica je nastala primjenom Celzijevih stupnjeva za temperaturne raspone, tako da je najniža moguća temperatura u prirodi, apsolutna nula temperature, uzeta za početak ljestvice i označena 0 K. Zato su mjerne jedinice kelvin i Celzijev stupanj jednake (1 K = 1 °C), ali je ista temperatura izražena različitim iznosima u kelvinima i u Celzijevim stupnjevima.

## Fahrenheitova temperaturna ljestvica
Fahrenheitova temperaturna ljestvica (D. G. Fahrenheit) nastala je 1714. iskustveno (empirijski) na termometru s alkoholom, odabirom temperature smjese salmijaka (amonijeva klorida) i leda (oko –18 °C), te temperature zdravoga ljudskog tijela (oko 37 °C) za temeljne temperature. Pridružene su im vrijednosti 0 °F i 100 °F, te je takva podjela produžena prema višim, a s negativnim predznakom prema nižim temperaturama. U toj ljestvici ledište vode je na 32 °F, standardno vrelište vode na 212 °F, takozvana sobna temperatura (20 °C) iznosi 68 °F, i tako dalje.

### Rankineova temperaturna ljestvica
Rankineova temperaturna ljestvica (W. J. M. Rankine) nastala je jednako kao i Kelvinova, s time da je temperaturi trojnoga stanja vode pridružena vrijednost Tt = 491,688 °R. Nastala je primjenom Fahrenheitovih stupnjeva, tako da je apsolutna nula uzeta za početak ljestvice i označena 0 °R. Zato su jedinice Rankineov i Fahrenheitov stupanj jednake (1 °R = 1 °F), ali je ista temperatura izražena različitim iznosima u jednim i u drugim stupnjevima.

## Réaumurova temperaturna ljestvica
Réaumurova temperaturna ljestvica (R. A. F. de Réaumur) nastala je 1730. iskustveno (empirijski) na termometru s mješavinom alkohola i vode, odabiranjem ledišta vode i standardnoga vrelišta vode za temeljne temperature. Za stupanj te ljestvice uzeta je promjena temperature za koju se volumen termometrijske tekućine promijenio za 1‰, pa je ledištu vode pridružena vrijednost 0 °Ré, a standardnomu vrelištu 80 °Ré. 

## Tablica pretvorbe između jedinica za temperaturu
Jednadžbe za pretvaranje brojevnih vrijednosti uobičajenih temperaturnih ljestvica:
K = °C + 273,15
°C = 5/9 · (°F - 32)
°F = °C/0,55 + 32  ili preciznije :°F = °C/(5/9) + 32 
Tablica koja prikazuje neke često korištene temperature s vrijednostima izraženim na raznim temperaturnim ljestvicama:
| Opis                                            | Kelvinova | Celzijeva | Fahrenheitova | Rankineova | Delisleova | Newtonova | Réaumurova | Rømerova |
| ----------------------------------------------- | --------- | --------- | ------------- | ---------- | ---------- | --------- | ---------- | -------- |
| Apsolutna nula                                  | 0         | -273,15   | -459,67       | 0          | 559,725    | -90,14    | -218,52    | -135,90  |
| Fahrenheitova mješavina leda i soli             | 255,37    | -17,78    | 0             | 459,67     | 176,67     | -5,87     | -14,22     | -1,83    |
| Talište leda/ledište vode (pri normalnom tlaku) | 273,15    | 0         | 32            | 491,67     | 150        | 0         | 0          | 7,5      |
| Temperatura ljudskoga tijela                    | 310,15    | 37        | 98,6          | 558,27     | 94,5       | 12,21     | 29,6       | 26,925   |
| Vrelište vode                                   | 373,15    | 100       | 212           | 671,67     | 0          | 33        | 80         | 60       |
| Talište titanija                                | 1941      | 1668      | 3034          | 3494       | -2352      | 550       | 1334       | 883      |